# LMO (album)
LMO è il primo album in studio della Lingua Mortis Orchestra, in collaborazione con il gruppo musicale power metal tedesco Rage, pubblicato dalla Nuclear Blast nel 2013.

## Tracce
1. Cleansed by Fire – 10:37
2. Scapegoat – 7:07
3. The Devil's Bride – 6:11
4. Lament – 6:20
5. Oremus – 2:17
6. Witches' Judge – 6:15
7. Eye for an Eye – 9:49
8. Afterglow – 6:03
9. Straight to Hell (versione orchestrale) – 4:05
10. One More Time (versione orchestrale) – 6:51

## Formazione
- Peter "Peavy" Wagner – voce, basso
- André Hilgers – batteria
- Victor Smolski – chitarra, tastiera